# レードロ
レードロ（イタリア語: Ledro）は、イタリア共和国トレンティーノ＝アルト・アディジェ州トレント県にある、人口約5,300人の基礎自治体（コムーネ）。
2010年1月1日、ヴァッレ・ディ・レードロの6つのコムーネ(コンチェーイ、ティアルノ・ディ・ソット、ティアルノ・ディ・ソプラ、ピエーヴェ・ディ・レードロ、ベッツェッカ、モリーナ・ディ・レードロ)が合併して発足した。

## 名称
標準イタリア語以外の言語では以下の名を持つ。
- ヴェネト語のトレンティーノ方言（イタリア語版）: Léder
- ドイツ語: Löder

## 地理

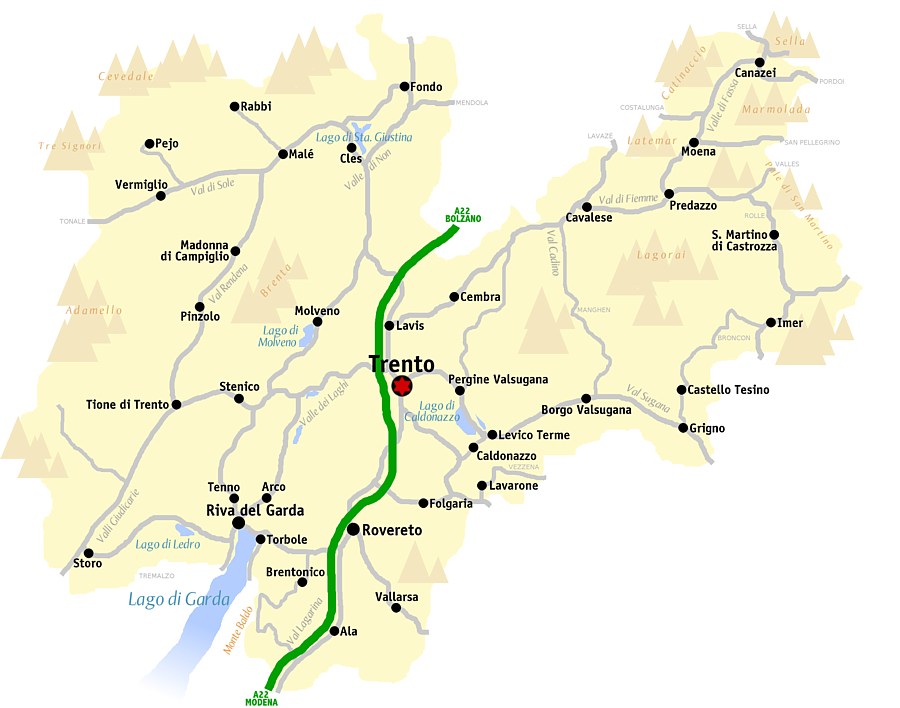
トレント県概略図

### 位置・広がり
トレント自治県南西部のヴァッレ・ディ・レードロにあるコムーネ。村役場のあるピエーヴェ・ディ・レードロの集落は、リーヴァ・デル・ガルダの西約9km、州都・県都トレントの南西約36km、ヴェローナの北北西約54km、ブレシアの北東約55km、ソンドリオの東南東約73kmに位置する。
レードロ付近のドロミーティ・ディ・ブレンタとガルダ湖の間にあるアダメッロ・ブレンタ国立公園およびガルダ湖の一部は2015年にユネスコの生物圏保護区に指定された。

### 隣接コムーネ
隣接するコムーネは以下の通り。括弧内のBSはブレシア県所属を示す。
| - ティオーネ・ディ・トレント - 北 - ボルゴ・ラーレス (ズクロ) - 北 - ブレッジョ・スペリオーレ - 北 - フィアヴェ - 北東 - テンノ - 北東 - リーヴァ・デル・ガルダ - 東 - ナーゴ＝トルボレ - 東 - リモーネ・スル・ガルダ (BS) - 南東 - トレモージネ・スル・ガルダ (BS) - 南 - マガーザ (BS) - 南西 - ボンドーネ - 南西 - ストーロ - 南西 - ボルゴ・キエーゼ (コンディーノ、チーメゴ) - 西 - ピエーヴェ・ディ・ボーノ＝プレッツォ (ピエーヴェ・ディ・ボーノ) - 北西 |

### 地勢
コムーネの東部にレードロ湖 がある。レードロ湖からはポナーレ川が流出し、ガルダ湖に注ぐ。
コムーネの南東部でガルダ湖に面する。
- レードロ湖
- レードロ湖とカドリア山（イタリア語版）
- ポナーレ街道（英語版）とガルダ湖

## 歴史
2008年11月30日に行われた住民投票により、レードロ谷の6つのコムーネ（コンチェーイ、ティアルノ・ディ・ソット、ティアルノ・ディ・ソプラ、ピエーヴェ・ディ・レードロ、ベッツェッカ、モリーナ・ディ・レードロ）の合併に賛成が示された。2010年1月1日、新自治体としてレードロが発足した。

## 行政

### Comunita di valle
トレント自治県が設置した広域行政組織 Comunita di valle 「アルト・ガルダ・エ・レードロ」 （事務所所在地: リーヴァ・デル・ガルダ）に属する。

### 行政区画
レードロには以下の分離集落（フラツィオーネ）がある。
| - Barcesino - Bezzecca（ベッツェッカ） - Biacesa - Concei（コンチェーイ） - Enguiso - Legos - Lenzumo - Locca | - Mezzolago - Molina di Ledro（モリーナ・ディ・レードロ） - Pieve di Ledro（ピエーヴェ・ディ・レードロ） - Pré di Ledro - Pur - Tiarno di Sopra（ティアルノ・ディ・ソプラ） - Tiarno di Sotto（ティアルノ・ディ・ソット） |

## 住民

### 言語
| 少数言語話者の割合（2011年） | 少数言語話者の割合（2011年） | 少数言語話者の割合（2011年） | 少数言語話者の割合（2011年） | 少数言語話者の割合（2011年） |
| ---------------------------- | ---------------------------- | ---------------------------- | ---------------------------- | ---------------------------- |
|                              |                              |                              |                              |                              |
| ラディン語                   | ラディン語                   |                              | 0.2%                         | 0.2%                         |
| モケーニ語                   | モケーニ語                   |                              | 0.0%                         | 0.0%                         |
| チンブロ語                   | チンブロ語                   |                              | 0.0%                         | 0.0%                         |

2011年10月9日に行われた国勢調査によれば、20人のラディン語話者がいるが、人口（8658人）に占める割合はごく小さい。

## 文化・観光
モリーナ・ディ・レードロには、先史時代の杭上住居の遺跡がある。この遺跡は、ユネスコの世界遺産「アルプス山脈周辺の先史時代の杭上住居群」を構成する物件の一つである。
モリーナ・ディ・レードロ植物園は、先史時代に栽培されていた植物を集めた植物園である。
- 杭上住居（復元）
- 杭上住居遺跡とレードロ湖

## 交通

### 道路
国道
- SS240（イタリア語版）
  - 〔ストーロ〕 - ベッツェッカ - ピエーヴェ - モリーナ - 〔リーヴァ - ロヴェレート〕

レードロ湖畔とリーヴァ・デル・ガルダとの間には、急峻なポナーレ街道が通っていた。

## 姉妹都市
- Müllheim （ドイツ）
- Buštěhrad （チェコ）
- Doksy （チェコ）
- Chyňava （チェコ）
- Milín （チェコ）
- Nový Knín （チェコ）
- Příbram （チェコ）
- Ptice （チェコ）
- Všeň （チェコ）

## 人物

### 著名な出身者
- アンドレア・マッフェイ（英語版） - 19世紀の詩人・翻訳家・リブレット作者。モリーナ生まれ。